# أرميندو فونسيكا
أرميندو فونسيكا (بالفرنسية: Armindo Fonseca) ولد بتاريخ 1 مايو 1989 في رين، هو دراج فرنسي في صنف سباق الدراجات على الطريق.